# Ad van de Gein

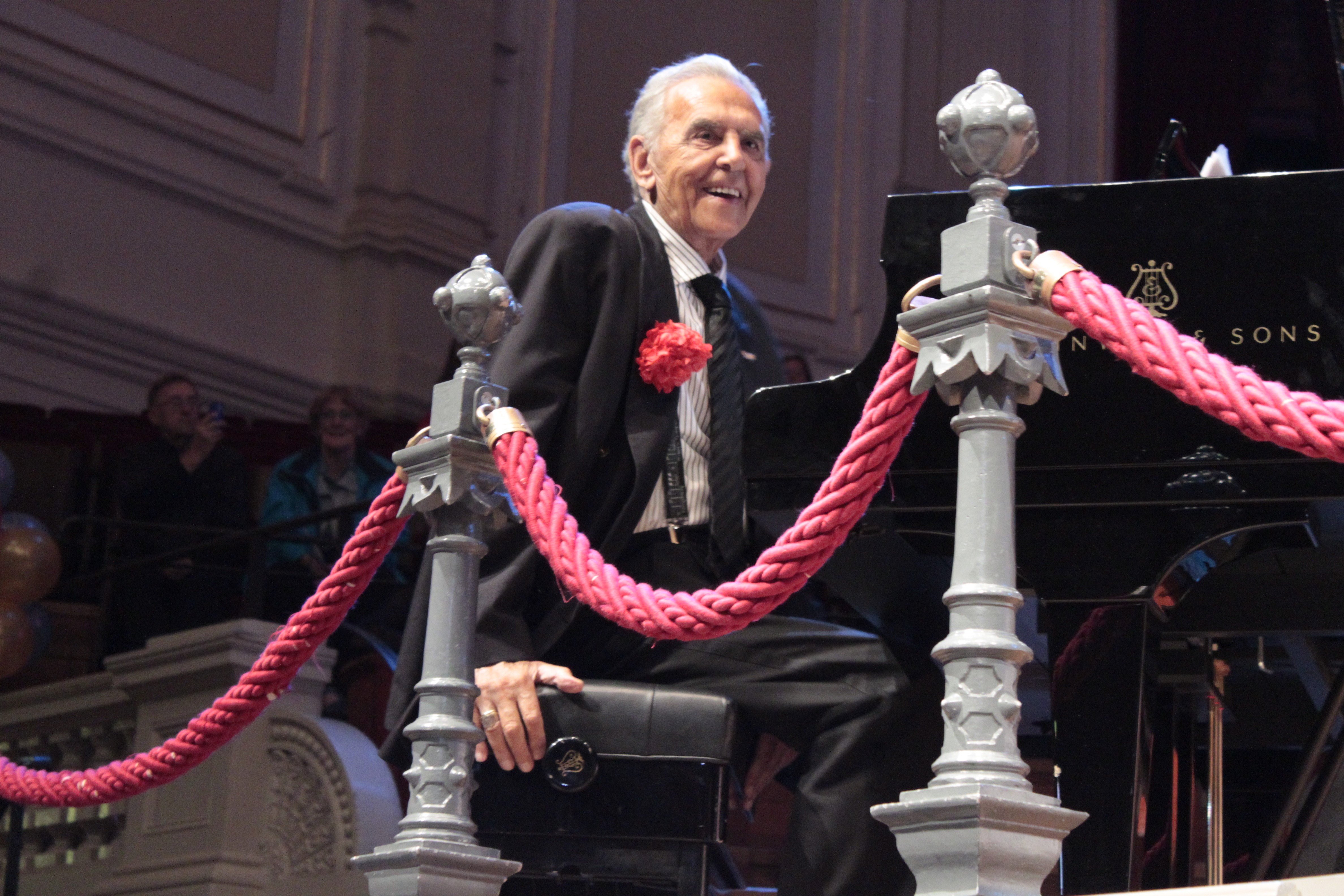
Ad van de Gein tijdens een uitvoering van het Concertgebouw Open in 2011

Adrianus Henricus Christianus (Ad) van de Gein ('s-Hertogenbosch, 18 mei 1922 – Amstelveen, 28 augustus 2014) was een Nederlands musicus. Hij richtte in 1951 het Cocktail Trio op samen met Carel Alberts en Tonny More. In dit trio was hij de pianist.

## Biografie
Van de Gein (ook vermeld als Van der Gein) werd op 18 mei 1922 geboren in Den Bosch. Al snel werd hij aangestoken door het muziekvirus. Hij speelde als kind op de accordeon van zijn vader en vanaf zijn negende ging hij naar de muziekschool. Ook volgde hij privélessen bij organist Piet Hörman. Hij voltooide daarna het conservatorium in Tilburg.
Als 23-jarige kwam Van de Gein terecht in een orkest dat speelde in het Brusselse Hotel Metropole. Er volgde een aanstelling bij Cor Knuvers, waarna hij naar Amsterdam kwam om te gaan spelen met Guus van Opstal in "Savoy" op het Leidseplein met zijn AVRO-ballroom-orkest. In 1947 verhuisde de pas getrouwde muzikant naar België om daar te gaan spelen in "Los Muchachos", en later ook nog in het orkest van Willy Rockin. Met dit orkest toerde Van de Gein door Nederland, België en Duitsland.
Begin jaren vijftig ging Van de Gein spelen in Place Pigalle van Ab Kok als muzikale "buddy" van Johnny Kraaijkamp sr. Samen kwamen ze ook voor het eerst op de televisie met het nummer Willem, we gaan vanavond naar de fillem. In die jaren speelde Van de Gein in Place Pigalle ook samen met Tonny More en Carel Alberts. Na enige tijd besloot het drietal verder te gaan onder de naam "Cocktail Trio". Het trio had hits als Batje Vier, Op het kangoeroe-eiland, Wie heeft de sleutel van de jukebox gezien?, Hoeperdepoep en Vlooiencircus. Dat laatste nummer schreef Van de Gein samen met Hans Ninaber. In 1956 speelde het trio enkele malen in het Breidenbacherhof in Düsseldorf.
In 1959 begon de AVRO met de televisietalentenjacht Nieuwe Oogst. Van de Gein reisde voorafgaand aan de opnamen langs de deelnemers, zoals The Spotlights en Ria Valk. Het Cocktail Trio verzorgde de begeleiding van de artiesten tijdens de uitzending. Van de Gein trad dat jaar ook op met een gelegenheidsorkest met de naam "De Bossche Koeken", met Bosschenaren Huub Janssen (drummer), Coen van Orsouw (accordeonist), Toon Rensen (bassist) en zanger John Milstone.
Van de Gein schreef in 1962 voor ds. L.A. Bodaan, beter bekend als "De Zingende Dominee", de muziek bij een aantal religieuze liedjes, waaronder Schipper Naast God en De Zee Heeft Een Hart. Voor Willeke Alberti schreef hij haar hit Morgen ben ik de bruid (1968) en voor Ria Valk het lied Vrijgezellenflat (1969). In de jaren zeventig stortte het Cocktail Trio zich op de carnavals- en feestmuziek. Het door Van de Gein geschreven Bergie op, bergie af (1971) en Op zijn boerefluitjes (1973) werden hits.
In 1979 werd bij Van de Gein stembandkanker geconstateerd. Hij herstelde, maar kon alleen nog onder voorwaarden meedoen in het Cocktail Trio. Nadat hij een paar optredens had moeten afzeggen, liepen de spanningen op en kwam het tot een breuk tussen Van de Gein en zijn collega's. In 1982 verloor hij een rechtszaak tegen Carel Alberts, Tonny More en Henny Langeveld (zijn opvolger) over het gebruik van de naam "Cocktail Trio".
In 2002 pakte Van de Gein zijn muziekhobby opnieuw op en speelde hij weer regelmatig in en rond zijn woonplaats Amstelveen. Samen met twee vrienden trad hij af en toe weer op onder de naam "Cocktail Trio". Twee jaar later werd hij door vrienden en bekenden in het zonnetje gezet met een Een hommage aan Ad van de Gein in Amstelveen met onder meer Herman Emmink, Perry Cavallo, Ronnie Tober, Jaap Dekker, Huub Jansen, De Carselli's en Het Zwanenkoor.
Kort voor zijn dood in 2014 verscheen Van de Gein nog op televisie in het programma Krasse Knarren. Hij overleed op 92-jarige leeftijd in een ziekenhuis in Amstelveen.